# Spacker Dave
Dave è un personaggio dei fumetti creato da Garth Ennis (testi) e Steve Dillon (disegni), pubblicato dalla Marvel Comics. La sua apparizione avviene in The Punisher vol. 4 del 2000.
Ricoperto di piercing e tatuaggi, Spacker Dave è il vicino di casa del Punitore. È ossessionato dal suo soprannome e dai supereroi.

## Biografia del personaggio
"Spacker" Dave è stato il vicino di casa di Frank Castle per un breve periodo. Un giorno aiuta il Punitore, terribilmente ferito, e lo nasconde. Gli uomini di Ma Gnucci lo interrogano strappandogli via tutti i piercing; nonostante ciò, Dave non rivela la locazione del suo amico.
Successivamente Dave riceverà in regalo una cospicua somma di denaro sottratta a Ma Gnucci. Anni dopo incontrerà nuovamente il Punitore durante un combattimento contro l'Uomo Ragno, Wolverine e Daredevil. Viene urtato da Hulk e reso tetraplegico.

## Altri media

### Videogiochi
Spacker Dave è uno dei personaggi principali di The Punisher del 2005.

### Cinema
Il personaggio è interpretato da Ben Foster in The Punisher del 2004.